# Ban Mai, Bang Yai
Ban Mai (tiếng Thái: บ้านใหม่, phát âm [bâːn màj]) là một trong sáu phó huyện (tambon) của huyện Bang Yai, tỉnh Nonthaburi, Thái Lan. Phó quận xung quanh (theo chiều kim đồng hồ) là Nong Phrao Ngai, Bang Khu Rat, Bang Mae Nang, Bang Yai và Khlong Yong. Vào năm 2020 tổng dân số ở đây là 9.206 người.

## Phân cấp hành chính

### Hành chính trung tâm
Phó huyện được chia thành 11 làng (muban).
| No. | Tên                                          | Tiếng Thái                            |
| --- | -------------------------------------------- | ------------------------------------- |
| 01. | Ban Khlong Lum Li (Ban Khlong Phuyai Chan)   | บ้านคลองหลุมลี (บ้านคลองผู้ใหญ่ชั้น)           |
| 02. | Ban Khlong Bang I Lue (Ban Chao)             | บ้านคลองบางอีลือ (บ้านเจ้า)                |
| 03. | Ban Khlong Ta Daeng                          | บ้านคลองตาแดง                          |
| 04. | Ban Wat Ton Chueak                           | บ้านวัดต้นเชือก                           |
| 05. | Ban Khlong Phai Khat (Ban Nong Phai Khat)    | บ้านคลองไผ่ขาด (บ้านหนองไผ่ขาด)           |
| 06. | Ban Si Yaek Khlong Yong                      | บ้านสี่แยกคลองโยง                        |
| 07. | Ban Khlong Thawi Watthana (Ban Sahakon)      | บ้านคลองทวีวัฒนา (บ้านสหกรณ์)              |
| 08. | Ban Don Talumphuk                            | บ้านดอนตะลุมพุก                          |
| 09. | Ban Khlong Wa Diao                           | บ้านคลองวาเดียว                         |
| 10. | Ban Khlong Rat Prasoet (Ban Rat Prasoet)     | บ้านคลองราษฎร์ประเสริฐ (บ้านราษฎร์ประเสริฐ) |
| 11. | Ban Sam Yaek Bang Khu Lat (Ban Bang Khu Lat) | บ้านสามแยกบางคูลัด (บ้านบางคูลัด)           |

### Hành chính địa phương
Khu vực phó huyện được chia thành hai tổ chức hành chính địa phương.
- Phó huyện Bang Yai (tiếng Thái: เทศบาลตำบลบางใหญ่)
- Tổ chức hành chính phó huyện Ban Mai (tiếng Thái: องค์การบริหารส่วนตำบลบ้านใหม่)